# 奧利沃斯

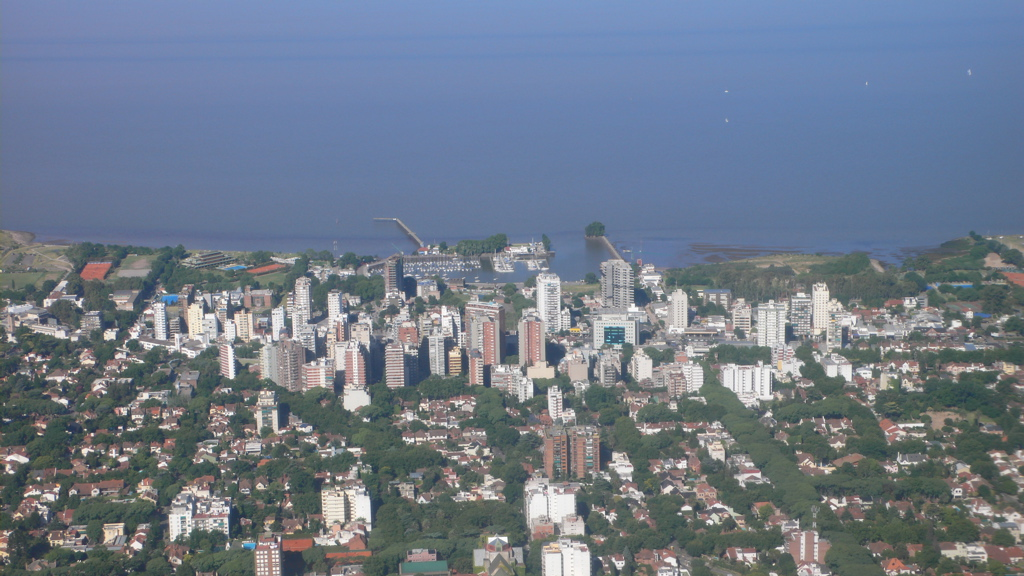
奧利沃斯

奧利沃斯（西班牙語：Olivos）是阿根廷的城市，位於該國東部，距離首都布宜諾斯艾利斯22公里，由布宜諾斯艾利斯省負責管轄，始建於1870年，海拔高度18米，2001年人口75,527。

## 外部連結
- （西班牙文） Municipal website （页面存档备份，存于）